# Nicolás Bas Martín
Nicolás Bas Martín (n. Valencia, 1973) es un historiador español.

## Biografía
Nació en Valencia, en cuya universidad imparte clases, adscrito al departamento de Historia de la Ciencia y Documentación. Es autor de, entre otros, una biografía de Juan Bautista Muñoz, Las bibliografías de la ilustración valenciana (2002), Los Orga: una dinastía de impresores en la Valencia del siglo XVIII (2005) y Spanish books in the Europe of the Enlightenment (2018). En 2011, la obra Libros, lectura y lectores entre España y Francia a finales del siglo XVIII: la correspondencia entre el librero Fournier y Cavanilles le mereció la concesión del Premio Nacional de Bibliografía por la Biblioteca Nacional de España. Colabora también con medios de comunicación, como infoLibre.